# Tsuga caroliniana
Tsuga caroliniana là một loài thực vật hạt trần trong họ Thông. Loài này được Engelm. miêu tả khoa học đầu tiên năm 1881.